# Ryszard Kaczorowski

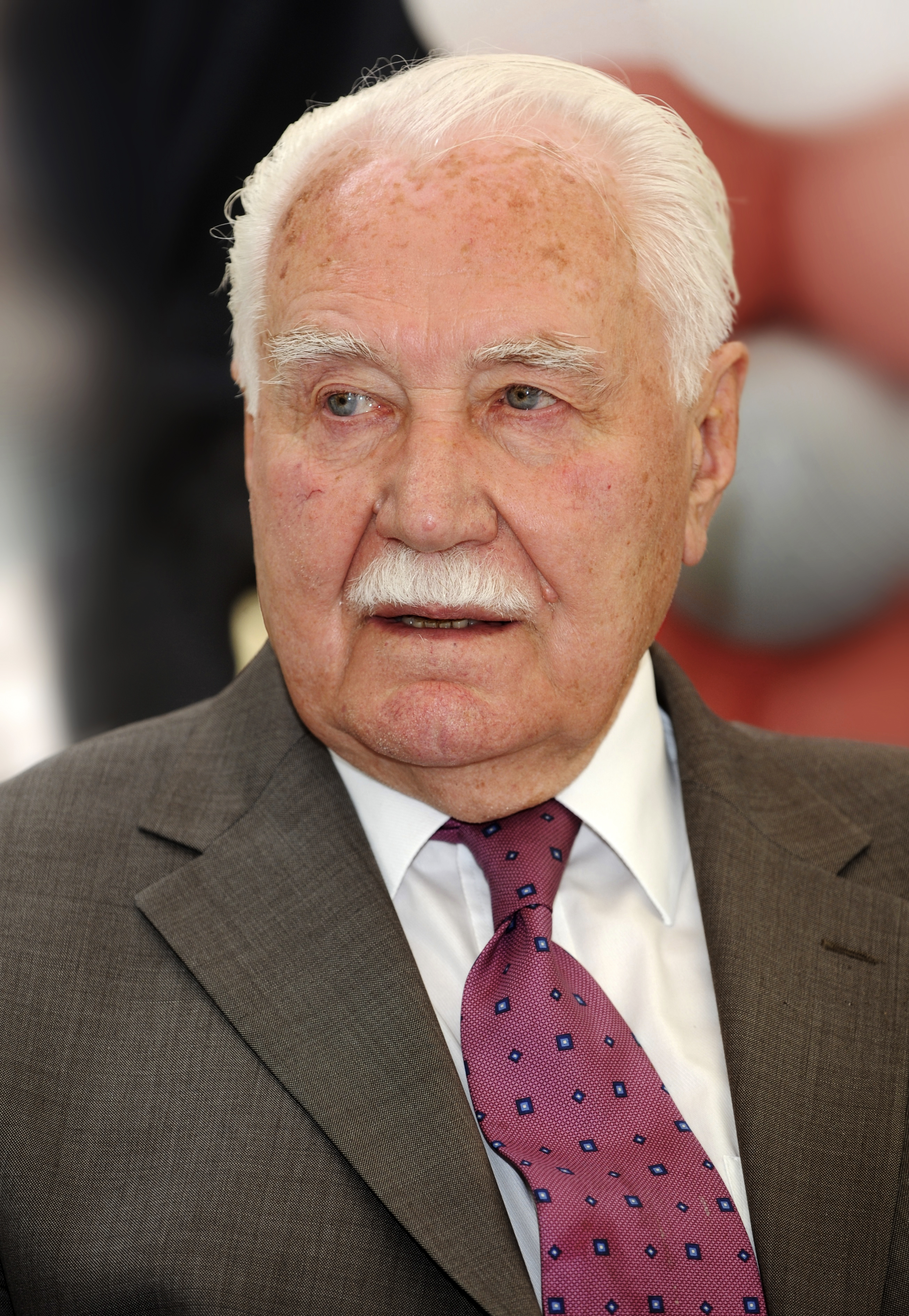
Ryszard Kaczorowski (2008)

Ryszard Kaczorowski (* 26. November 1919 in Białystok; † 10. April 2010 bei Smolensk, Russland) war ein polnischer Politiker. Vom 19. Juni 1989 bis zum 22. Dezember 1990 war er der letzte Präsident der Exilregierung in London.

## Leben
Kaczorowski kam, wie sein Amtsvorgänger Kazimierz Sabbat, aus den Reihen der polnischen Pfadfinderbewegung. Während der sowjetischen Besetzung Ostpolens im September 1939  wurde er Kontaktmann zwischen der Untergrundorganisation der Pfadfinder „Graue Reihen“ und der Untergrundarmee AK. Im Juli 1940 wurde er von der sowjetischen Geheimpolizei verhaftet und im Februar 1941 zum Tode verurteilt. Nach 100 Tagen in der Todeszelle wurde das Urteil in 10 Jahre Gulag in Kolyma verwandelt. 1942 wurde Kaczorowski, wie die meisten inhaftierten Polen, von Stalin, der die Bildung einer polnischen Armee in der Sowjetunion genehmigte, begnadigt und trat in das 2. Polnische Korps unter General Władysław Anders ein. Er nahm an den Kämpfen der Anders-Armee in Italien teil, darunter an der Schlacht um Monte Cassino.
Nach dem Krieg studierte Kaczorowski in London an einer Hochschule für Außenhandel und arbeitete nachfolgend bis zu seinem Renteneintritt 1986 als Buchhalter in der britischen Industrie. Gleichzeitig übernahm er den Vorsitz der polnischen Pfadfinderorganisation im Exil.
Am 19. Juni 1989 wurde Kaczorowski, nach dem Rücktritt des erkrankten Kazimierz Sabbat, Exilpräsident. Wenige Monate nach seiner Amtsübernahme wurde im Dezember 1990 Lech Wałęsa zum ersten frei gewählten polnischen Staatspräsidenten nach dem Zweiten Weltkrieg. Die Institutionen der Exilregierung in London lösten sich daraufhin auf. Am 22. Dezember 1990 überreichte Kaczorowski während einer Zeremonie im Warschauer Königsschloss die Präsidentschaftsinsignien der Zweiten Republik an Wałęsa.
Nach 1990 wurde er zum Ehrenbürger der Städte Białystok, Krakau, Warschau und Gdynia sowie zum Ehrendoktor der Universitäten Breslau, Białystok und Opole ernannt. Doch behielt er seinen Wohnsitz London bei.
Am 10. April 2010 gehörte Kaczorowski zur polnischen Delegation um Staatspräsident Lech Kaczyński, die anlässlich des 70. Jahrestages des Massakers von Katyn zur Gedenkstätte nach Russland reisen sollte. Bei dem Flugunfall der Delegation nahe dem Militärflugplatz Smolensk-Nord kam er jedoch gemeinsam mit weiteren ranghohen Repräsentanten Polens ums Leben. Am 19. April 2010 fand die Beisetzung Kaczorowskis in der Krypta der noch nicht fertiggestellten Kathedrale der göttlichen Vorsehung in Warschau statt. Die Analyse der DNS-Proben legte jedoch die Vermutung nahe, dass die dort bestattete Leiche irrtümlich als Kaczorowski identifiziert worden war. Die Obduktion der exhumierten sterblichen Überreste Kaczorowskis sowie eines auf dem Powązki-Friedhof begrabenen Toten bestätigte die falsche Zuordnung der Leichname. Die erneute Bestattung Kaczorowskis fand am 3. November 2012 statt.

## Ehrungen
- 1997: Großkreuz des Päpstlichen Piusordens[3]